# Leptopholcus toma
Leptopholcus toma är en spindelart som beskrevs av Huber 2006. Leptopholcus toma ingår i släktet Leptopholcus och familjen dallerspindlar. Inga underarter finns listade i Catalogue of Life.